# Hesselager
 Ikke at forveksle med Hasselager.
Hesselager er en by på Sydøstfyn med 822 indbyggere  (2024), beliggende 19 km syd for Nyborg, 7 km nordvest for Lundeborg og 18 km nordøst for Svendborg. Byen hører til Svendborg Kommune og ligger i Region Syddanmark.
Hesselager hører til Hesselager Sogn. Hesselager Kirke ligger i byen. 3 km sydøst for byen ligger herregården Hesselagergård. Den lå oprindeligt i selve landsbyen, men blev formentlig flyttet til sin nuværende placering i 1400-tallet. 5 km syd for byen ligger herregården Broholm. 2 km nordøst for byen ligger Damestenen eller Hesselagerstenen, som er Danmarks største sten og vejer 1.000 tons.

## Faciliteter
Hesselager Skole har siden 2011 været en afdeling af Stokkebækskolen. Afdelingen har ca. 100 elever, fordelt på 0.-6. klassetrin. Efter 6. klasse kommer eleverne til skolens afdeling i Gudme.
Hesselager Kro er lukket, men forsamlingshuset i Vormark 1 km nord for byen kan dække op til 110 personer i den store sal og 50 i den lille. Hesselager har supermarked, apotek, pizzaria & grill samt bankfilial.

## Historie
Hesselager er nævnt første gang 1183 i formen Heslaker. Forleddet er navneordet hæsli, som betyder hasselbevoksning. Efterleddet "ager" betyder dyrket jord i almindelighed.
Stokkebæk Å løber gennem Hesselager og har et forløb, der var oplagt til en vandmølle. Hesselagers vandmølle er nævnt bl.a. i 1503, hvor kansler Jesper Friis til Hesselagergård ejede det meste af området. Åen fortsætter gennem Vormark, hvor endnu en vandmølle fik kraft fra dens vand. Hesselager havde desuden en vindmølle.
Hesselager dækkede fra middelalderen 1.057 ha, og under enevælden i 1688 var 57% opdyrket. Hesselager havde da trevangsbrug og blev takseret til 199 tønder hartkorn, mens byens skove (typisk ved havet) blev vurderet til 301 svins olden.

### Udskiftningen
Ved udskiftningen i 1802 var størstedelen af gårdene ejet af Hesselagergård, men også Broholm havde gårde og huse. Gårdene lå før udskiftningen i et særpræget mønster på fire parallelle gader nord for kirken.
25-30 gårde af formodentlig 35-40 blev udflyttet med formentlig et tilsvarende antal huse. I hele Hesselager Sogn (som også omfatter Vormark og flere mindre bebyggelser) var der ca. 80 gårde, ca. 40 helgårde og 40 halvgårde. Udskiftningen var en blokudskiftning med store, men ret uregelmæssige blokke. Øst for byen var det dog stjerneudskiftning.
Det var formentlig herremanden på Hesselagergård, der tog initiativ til at tre rækker arbejderhuse med en tønde hartkorn hver blev udlagt ca. to km fra Hesselager på vejen mod herregården. De var velegnede for arbejdere til godset, men dette område blev aldrig rigtig udbygget.
I 1844 blev Hesselager og omegn vurderet til 220 tdr. hartkorn. Indtil midten af 1800-tallet var der tre store, aflange gadekær midt i landsbyen. I dag er kun halvdelen af det nordligste bevaret.

### Ny Hesselager
Ved udskiftningen opstod bebyggelsen Ny Hesselager 1 km sydvest for den oprindelige landsby Hesselager, som nu også blev kaldt Gammel Hesselager. Da landevejen mellem Svendborg og Nyborg blev anlagt omkring 1850-1870, blev den ført gennem Ny Hesselager, som blomstrede op og fik apotek og kro. Da handelen blev givet fri i 1857 med Loven om Næringsfrihed, havde Hesselager en fordel med sin beliggenhed midt mellem Svendborg og Nyborg og mere end 2 mil fra en købstad, så den ikke var omfattet af læbælte-loven, som gjaldt frem til 1920.
I 1873 beskrives byen således: "Hesselager med Kirke, Præstegaard, Skole, Apothek (oprettet 1870) og Vand- og Veirmølle".

### Stationsbyen
I 1899 beskrives Hesselager og Vormark således: "Hesselager (delt i Gml. og Ny-H.) med Kirke, Præstegd., Skole, Forskole, „Hesselager store Hospital" (opr. 1597 af Niels Friis til Ørbæklunde og Hesselager, med et Hus ved Kirken til 8 fattige, nu et alm. Fattighus), „Hesselager lille Hospital" (opr. 1765 af Arvingerne efter Amtsforvalter Laur. Baggesen, med et Hus til 4 fattige, ligeledes nu et alm. Fattighus), Apotek, Lægebolig, Mølle (11 Td. Hrtk.), Fællesmejeri, Markedsplads (Marked i April med Heste og Kvæg, i Okt. med Heste, Kvæg og Faar) og Telefonstation; Vormark med Skole, Forsamlingshus (opf. 1897), Mølle og Andelsmejeri;"
Hesselager havde jernbanestation på Svendborg-Nyborg Banen (1897-1964). Stationsbygningen, der er tegnet af arkitekten Heinrich Wenck, er bevaret på Tjørnevej 9 i Ny Hesselager.
Hesselager fik elektricitet i 1911. De to dele af byen voksede sammen i første halvdel af 1900-tallet. Hesselager Hotel fungerede med sin store sal som forsamlingshus. Salen var også biograf indtil ca. 1940, da Hesselager Bio blev bygget – den blev nedlagt omkring 1980.

### Hesselager Flødeis
Hesselager Fællesmejeri startede i 1881, og i 1894 fik margarinefabrikken "Fyen" også til huse der. Den blev skilt fra i 1926, og et nyt mejeri blev opført. Der var ikke tænkt på flødeis, men næste forår startede man så småt produktionen efter inspiration fra USA, og i 1928 anskaffede man en lille isoleret varevogn, som kunne levere is i Nyborg og Svendborg. I 1931 blev den første regulære isbil anskaffet, og der blev oprettet 50 kabinetter på Sydfyn og Langeland. Fra 10.000 liter iscreme om året de første år var produktionen i 1947 steget til 600.000 liter. Hesselager Flødeis solgte i 1956 is på hele Fyn og omliggende øer samt Sønderjylland og Lolland-Falster. Salget foregik fra mere end 750 udsalg, hvoraf halvdelen var små ishuse. Produkterne var 8 slags ispinde – med eller uden chokoladeovertræk – samt isbåde og portionsis.
I højsæsonen var der beskæftigelse til 60-70 mennesker, som producerede op mod 80.000 ispinde i døgnet. Men konkurrencen var hård, og i 1969 blev Hesselager Is slået sammen med Pyramide Is og Hellerup Is til Sol Is, og produktionen i Hesselager stoppede. Sol Is blev i 1971 opkøbt af Frisko Is.